# Zapłacono
Zapłacono – album zespołu Voo Voo, jest powszechnie uznawany za jeden z najlepszych w historii tej grupy.

## Opis
W „Encyklopedii polskiego rocka” Leszek Gnoiński napisał o tej płycie:

Zapłacono okazało się bodaj najbardziej rockową i zarazem najbardziej urozmaiconą płytą zespołu Waglewskiego, nawiązującego do Hendrixa („Gdy będę miał 65”) oraz korzystającego z formuły balladowej (np. „Czajnik”, „Joszko”), po prostu rock’n’rollowej („Łeboskłon”) i niemal grunge’owej („Świat jednonożny”).

Zapłacono zapoczątkował pewien nurt, który później wybuchnął na koncertach, nurt odwoływania się do tradycji jazzu, rocka, do korzeni. Gdyby się bliżej przyjrzeć to zawsze jest tak, że tworzymy płyty jakby cyklami, jedna wynika z drugiej.

## Lista utworów
| 1.  | „Czajnik”          | 5:43  |
|     |                    |       |
| 2.  | „Posypałka”        | 4:15  |
|     |                    |       |
| 3.  | „Łeboskłon”        | 3:48  |
|     |                    |       |
| 4.  | „Świat jednonożny” | 3:40  |
|     |                    |       |
| 5.  | „Na polu dżdży”    | 6:53  |
|     |                    |       |
| 6.  | „Grzmotołom 1”     | 3:07  |
|     |                    |       |
| 7.  | „Joszko”           | 3:37  |
|     |                    |       |
| 8.  | „Gdy będę miał 65” | 5:32  |
|     |                    |       |
| 9.  | „Nawyczkom nie”    | 3:47  |
|     |                    |       |
| 10. | „Lepiej się dwoić” | 5:17  |
|     |                    |       |
| 11. | „Grzmotołom 2”     | 7:03  |
|     |                    |       |
| 12. | „Ol daldi”         | 7:14  |
|     |                    |       |
|     |                    | 59:56 |
|     |                    |       |

## Muzycy
- Wojciech Waglewski – śpiew, gitary, kora, quakka, shar
- Mateusz Pospieszalski – śpiew, saksofony, instrumenty klawiszowe, sanza
- Jan Pospieszalski – śpiew, gitara basowa
- Piotr „Stopa” Żyżelewicz – perkusja, instrumenty perkusyjne

Gościnnie:
- Joszko Broda – drumla, okaryna
- Mamadou Diouf – śpiew

## Single
- „Czajnik / Posypałka”
- „Tribute to Eric Clapton/Voo Voo”